# Colobothea macularis
Colobothea macularis es una especie de escarabajo longicornio del género Colobothea, categorizada en la tribu Colobotheini, de la subfamilia Lamiinae. Fue descrita por Olivier en 1797.

## Descripción
Mide 12-17,7 mm de longitud.

## Distribución
Se distribuye por Bolivia, Brasil, Ecuador, Guayana Francesa, Perú y Surinam.